# Heliotropiaceae
Heliotropiaceae, porodica biljaka, dio reda Boraginales. Sastoji se od nekoliko rodova.
Ponekad se smatra potporodicom porodice boražinovki; Heliotropioideae Arn..

## Rodovi
1. Ixorhea Fenzl (1 sp.)
2. Myriopus Small (22 spp.)
3. Euploca Nutt. (170 spp.)
4. Heliotropium L. (224 spp.)
5. Tournefortia L. (105 spp.)